# Andreas Nicolaus Kornerup
Andreas Nicolaus Kornerup, född 7 februari 1857 i Köpenhamn, död där 3 september 1881, var en dansk geolog. Han var son till Lars Andreas Kornerup, bror till Valdemar Kornerup och farbror till Bjørn Kornerup.
Kornerup blev polyteknisk kandidat i tillämpad naturvetenskap 1878 och utnämndes till docent i marklära vid Landbohøjskolen 1880. Redan 1876 deltog han i en expedition till Julianehåb distrikt på Grönland. År 1878 var han åter på Grönland och deltog i Jens Arnold Diderich Jensens isvandring. År 1879 besökte han Holsteinsborgs och Egedesmindes distrikt 1879 tillsammans med Jensen och Hammer. Om dessa expeditioner skrev Kornerup i "Meddelelser om Grønland" och i "Geografisk Tidsskrift" en rad avhandlingar, illustrerade med teckningar av honom själv. År 1880 valdes han till utländsk medlem av Geologiska Föreningen i Stockholm. Trots sin tidiga bortgång, till följd av en lungsjukdom som han ådragit sig på Grönland, hann han förvärva sig ett ansett namn som geolog och grönlandsforskare.